# 인화로
인화로(寅火路)는 인천광역시 강화군 하점면 신봉리에서 양사면 인화리까지 이어주는 강화군도로, 총 연장은 4.66km이며, 국도 제48호선의 일부를 이룬다.

## 유래
도로명은 행정구역명이자 리의 명칭을 활용하여 명명된 것에서 유래하였다.

## 노선 정보
- 총 연장 : 4.660 km
- 기점 : 인천광역시 강화군 하점면 신봉리 970 (이강 교차로 = 강화대로와 직결, 강화서로 및 전망대로와 교차)
- 종점 : 인천광역시 강화군 양사면 인화리 992-3 (인화리 종점 교차로에서 끝남)

## 통과하는 지자체
- 강화군
  - 하점면 (신봉리 - 이강리) - 양사면 (교산리 - 인화리)

## 접촉하는 도로
- 직결 : 강화대로
- 연결 : 강화서로, 전망대로

## 주변에 있는 시설
- 필운그리스도의교회
- 배우고개
- 지더블유에덴팜
- 인화리 공설묘지
- 세븐일레븐 강화인화리점
- 인화2리 마을회관
- 건우기업
- 강화북부문화센터
- 인화성
- 그린망고글램핑